# صحاح‌الفرس
کتاب صحاح الفرس یا فرهنگ محمد بن هندوشاه کهن‌ترین لغت‌نامهٔ موجود فارسی به فارسی پس از لغت فرس اسدی است. مؤلف فرهنگ جهانگیری ضمن بیان منابع فرهنگ خود از آن با نام فرهنگ محمد بن هندوشاه یاد کرده‌است.
مصنف آن شمس الدین محمد بن فخرالدین هندوشاه نخجوانی مشهور به شمس منشی از نویسندگان نامی قرن هشتم هجری است.
وی این کتاب را در سال ۷۲۸ هجری قمری در شهر تبریز در تصحیح لغات طوایف فرس و تنظیم و تکمیل کتاب لغت فرس اسدی، به وضوح صحاح الغه جوعری تصنیف کرده‌است.

## مشخصات
این کتاب در ۲۵ باب دارای چهارصد و سی فصل و دو هزار و سیصد لغت (اغلب لغات بسیط نه مشتقات و ترکیبات و کنایات) با شواهد متعدد برای هر لغت و یک دیباچهٔ نسبتاً مفصل توسط دکتر عبدالعلی طاعتی تصحیح انتقادی شده و به وسیلهٔ بنگاه ترجمه و نشر کتاب بطبع رسیده است.

## دربارهٔ مؤلف
شمس منشی در فاصلهٔ سال‌های (۶۸۴–۷۷۶ هجری قمری) و کتاب دیگری هم در فن کتابت و نویسندگی به نام دستورالکتاب فی تعیین المراتب از او یادگار مانده‌است.